# Biomarcador
Em geologia, biomarcador é um composto orgânico complexo, um fóssil molecular, cuja composição consiste em carbono, hidrogênio e outros elementos. Suas estruturas podem ser interpretadas em termos de sua origem biológica. É encontrado em rochas, sedimentos e carvão. Sua estrutura apresenta baixíssima mudança em relação às moléculas orgânicas originais presentes nas membranas plasmáticas dos organismos de origem.
Em rochas geradoras, biomarcadores são utilizados na determinação de ambientes deposicionais, da maturação térmica da matéria orgânica e seu grau de biodegradação.